# آلتولیا
آلتولیا (به ایتالیایی: Altolia) یک منطقهٔ مسکونی در ایتالیا است که در First Quarter واقع شده‌است. آلتولیا ۶۰۰ نفر جمعیت دارد و ۲۸۲ متر بالاتر از سطح دریا واقع شده‌است.